# Metrópolis (Chile)
Metrópolis (anteriormente conocida como Metrópolis Intercom) fue una cableoperadora chilena que actualmente funciona bajo el nombre de VTR, luego de la fusión de las 2 cableoperadoras (Metrópolis Intercom y VTR Cablexpress) en julio de 2005.

## Historia

### TV Cable Intercom (1987-1995)

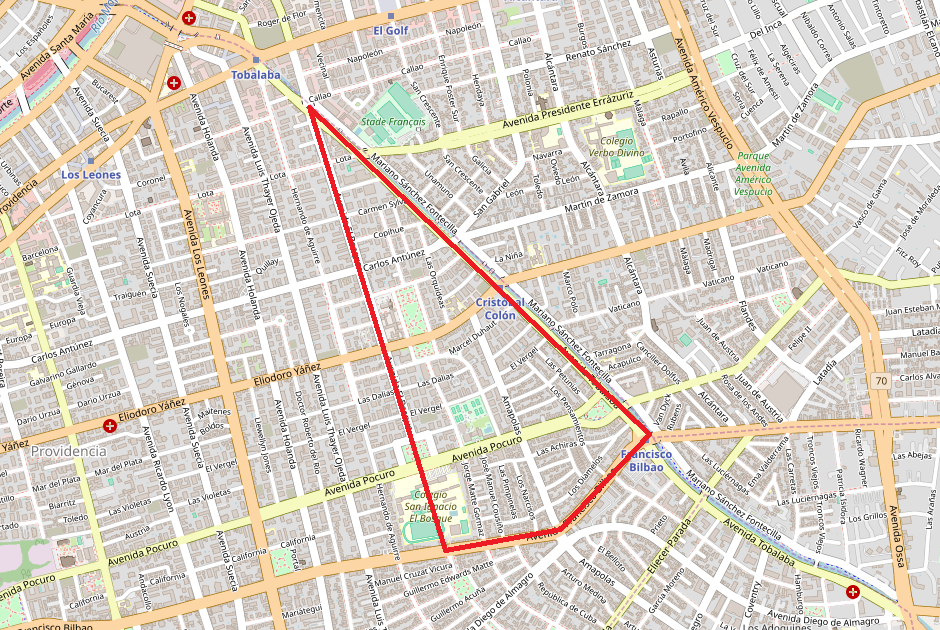
Perímetro de cobertura inicial de Intercom en 1987.

El 2 de mayo de 1984, la Subsecretaría de Telecomunicaciones autorizó a Comunicaciones Intercom Ltda. para iniciar el primer servicio de televisión por cable en Chile. Inició sus emisiones el 17 de mayo de 1987, cuando la dictadura militar autorizó a El Mercurio S.A.P. a operar la primera concesión para televisión por cable en Chile. Así empresa creó TV Cable Intercom. Si bien desde 1981 el grupo tenía fichado el nombre de la empresa, es en 1987 donde se da inicio a la televisión por cable como una experiencia piloto, es decir, un periodo de "marcha blanca" cuando decidió tender los cables a 300 hogares de la comuna de Providencia, en el sector oriente de Santiago, específicamente en el sector comprendido por las avenidas El Bosque, Tobalaba y Bilbao. Dichos hogares disfrutaron gratis de este nuevo sistema por tres meses, previa autorización de sus propietarios.
Durante su existencia, Intercom creó diversos canales de televisión propios, cada uno enfocado a un público específico.
1987
- Cable Familia: Canal infantil (hasta 1992)
- Cable Noticias: Canal informativo (hasta 1989)
- Cable Económicos: Canal de avisos (hasta 1989)
- Cable Cine: Canal de cine.

1991
- Cable Clip: Canal musical (hasta 1994)
- Cable Programación: Canal de programación.

1992
- ARTV: Canal cultural.
- Cable Amigo: Canal infantil (hasta 1994)

1993
- Plaza Mayor Televisión: Canal nacional.

1994
- Congreso Nacional: Canal nacional.

1995
- Vía X: Canal musical.
- Telescuela: Canal educativo.
- Cable Deportes: Canal de deportes.
- Wurlitzer: Canal musical (99).
- Universidad Católica de Chile Televisión Señal 3: Canal cultural (actualmente conocido como 13C).
- Teleplay: Canal interactivo.
- Bolsa Electrónica de Chile: Canal económico.
- Telekids: Canal infantil (anteriormente llamado Plaza Mayor Monitos).

En sus inicios, la sede central (head-end) de Intercom se encontraba ubicada en Avenida Francisco Bilbao en Providencia, pero luego de que a mediados de 1989 unos terroristas incendiaran dichas dependencias, se mudaron el 24 de octubre de 1990 a sus nuevas dependencias en Avda. Santa María 5542, Vitacura, al interior de las oficinas del diario El Mercurio. Dichas dependencias fueron utilizadas para la producción y transmisión de sus respectivos canales, de las cuales las productoras mandaban videotapes hacia la sede central para así transmitir su programación. Si bien esta forma de transmisión dejó de hacerse entre 1996 y 1997 gracias a la fibra óptica y la oportunidad de que las transmisiones directas desde los estudios de los canales lleguen desde la sede central hasta los respectivos hogares, el centro de operaciones funcionaría hasta su fusión con VTR en junio de 2005.

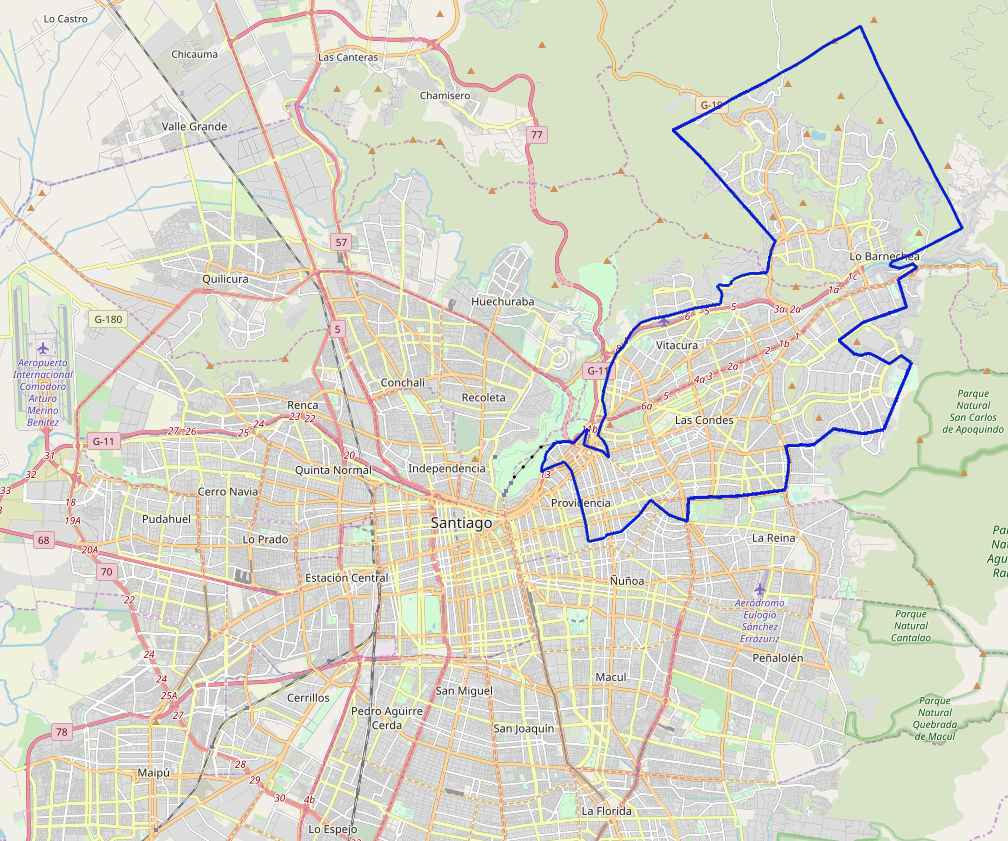
Cobertura de Intercom hacia 1993 (en azul), concentrada principalmente en el sector oriente de Santiago.

En 1989, Intercom implementó un servicio destinado a entregar a sus clientes, el acceso permanente a la programación de Televisión Vía Satélite, primero con ESPN (canal 10) y luego con CNN International (canal 6). De ese modo a partir de 1991, la televisión de pago se empezó a desarrollar en forma significativa; ese mismo año, a partir del 1 de noviembre se incorporaron las señales ECO (canal 8) y RAI (canal 14) mientras que en diciembre se incorporó el Canal 33, destinado a un servicio de teletexto desde El Mercurio.
A mediados de 1994, El Mercurio S.A.P. traspasa el 80% de acciones de la empresa a la Compañía de Teléfonos de Chile (CTC). La compañía de teléfonos pagó 55 millones de dólares, mientras que la empresa de la familia Edwards se quedó con el 20%. De esta forma habilitaron servicios de pago de cuentas en sus oficinas de la empresa de la española Telefónica. 
Durante 1995, Intercom se mudó de dirección matriz y de pago a Avenida Manquehue Sur 520, Las Condes (mismo lugar que durante 10 años estuviera con la fusión de Metrópolis, y que luego fue ocupada por VTR para la dirección editorial de la Revista Vive!), no obstante la sede central ubicada en las dependencias de El Mercurio seguía funcionando.
Gracias a su unión con CTC, Intercom dio el inicio y el vamos a su cobertura de servicios de televisión por cable, primero en Rancagua. Implementó el servicio Inter@ctiva, un sistema de información en línea donde ofrecían el acceso de más de 60.000 programas de computación, correo electrónico, compras por computador y acceder a avisos clasificados. Además se amplió la cantidad de líneas telefónicas y operadora para recibir requerimientos, adquiriendo un sistema automático de audiorespuesta, entre otros. También se ha implementado el acceso de 60 canales gracias a la fibra óptica con máxima claridad de imagen y audio, que la cual continuó luego de la fusión con Metrópolis.
Además, se concretó el proyecto PAÍS de Intercom que no solo abarcó a Rancagua, sino que además abarcó su servicio a la ciudad de Iquique, tras adquirir la cableoperadora  Multicable. Se iban a integrar a esta red a varias ciudades como Temuco, Coquimbo, La Serena, Concepción, Talcahuano, Viña del Mar y Valparaíso. Sin embargo, tras la fusión de Metrópolis en 1996 la cobertura amplió solo en Temuco, Viña del Mar y Valparaíso. Dicho concretó no se realizó en las ciudades mencionadas.

### Metrópolis Televisión por Cable (1991-1995)
En 1991, nace Santiago Televisión por Cable, conocida comercialmente como Metrópolis Televisión por Cable, que en ese entonces pertenecía al canal argentino Telefe, incluido también en su parrilla de canales. Al igual que Intercom, Metrópolis comenzó sus operaciones en el sector sur-oriente y poniente de Santiago, con diferentes canales propios.
1991
- Cable Noticias: Canal Informativo.
- Metropolito: Canal infantil (hasta 1993)

1993
- Cable Ofertas: Canal de avisos (hasta 1995 en Metrópolis y 1997 en VTR Cablexpress).
- Cable Servicio: Canal de información.
- K25 Televisión: Canal musical y de variedades (hasta diciembre de 1996).

1995
- Canal Ayudantías PAA: Canal educativo.
- Metrokids: Canal infantil.
- Metrocanal: Canal de servicios.
- Ñuñoa Televisión Comunal: Canal comunal de Ñuñoa.

A fines de junio de 1994, Metrópolis fue adquirido por Cristalerías Chile y la sociedad Hendaya S.A., se acordó en invertir 47.000 millones y medio de dólares en el negocio de la televisión pagada. Más adelante a Bresnan International Partners, a la que vendió la mitad de las acciones. La propiedad de la empresa, Cordillera Comunicaciones S.A. quedó en 50% para cada una de las partes. No obstante, en 1995 implementa el servicio de 60 canales por fibra óptica, al igual que Intercom.

### Metrópolis-Intercom (1996-2001)
En 1995, Metrópolis había adquirido distintas cableoperadoras en Chile, logrando cobertura en siete ciudades, lo que le permitió consolidarse como el líder de la televisión por cable del país. La inversión de Metrópolis en ese momento fue la mayor de las adquisiciones de televisión por cable de Cristalerías Chile, pero no la única. En julio de 1994, la empresa compró la mitad de acciones de la sociedad Temuco Cable Visión S.A., después adquirió el total, para luego vender una parte a Bresnan. También ha adquirido Sistemas Australes de Televisión S.A.
Así, esta cableoperadora se asoció con Intercom S.A. a fines de 1995, y el 1 de enero de 1996 nace la nueva sociedad Metrópolis-Intercom. En su propiedad han participado CTC (actual Movistar Chile) con un 30%, Comunicaciones Cordillera S.A. (constituida por TCI, Cristalerías Chile y Bresnan International Partners) con un 60% y El Mercurio S.A.P. con un 10%.
La fusión de ambas empresas permitió elaborar un variado menú de programación, donde se seleccionaron las mejores señales que ofrecían por separado, y que se unieron a las que compartían.
El 17 de octubre de 1996 comenzó a funcionar un canal interactivo de videojuegos llamado Sega Channel, que permitía el acceso total a 25 juegos de la empresa Sega. En aquel momento, la cobertura de Metrópolis-Intercom alcanzaba a las comunas de Las Condes, La Reina, Peñalolén, Macul, Ñuñoa, Providencia, Vitacura, Lo Barnechea y varias comunas más. También se prometió lograr cobertura nacional, pero esta meta no fue alcanzada.
Dentro de los canales exclusivos que existieron en Metrópolis-Intercom se cuentan los siguientes:
Desde su fusión
- Cable Cine: Canal de cine.
- Cable Deportes: Canal de deportes.
- Cable Noticias: Canal Informativo.
- Vía X: Canal musical.
- Wurlitzer: Canal musical.
- K25 Televisión: Canal musical (hasta fines de diciembre de 1996).
- ARTV: Canal cultural.
- Metrokids: Canal infantil.
- Telescuela: Canal educativo.
- Universidad Católica de Chile Televisión Señal 3: Canal nacional.
- Teleplay: Canal interactivo.
- Cable Programación: Canal de programación.
- Ñuñoa Televisión Comunal: Canal comunal (hasta febrero de 1996).
- Bolsa Electrónica de Chile: Canal económico.
- Congreso Nacional: Canal nacional.

1996
- Etc...TV: Canal infantil.

1997
- Showbiz Televisión: Canal de cine, series y deportes (sucesor de Cable Cine)
- Zona Latina: Canal musical.
- Club de Viajes: Canal de viajes.

1998
- Fullcanal: Canal misceláneo.

2000
- Equus Sport: Canal de hípica (en la actualidad, Teletrak TV).

Por su parte, existían canales regionales en la cableoperadora con una programación local y presentaban algunos programas propios mezclados con algunos programas de Showbiz, ARTV o Metrokids, estos canales son los siguientes:
- Iquique: El primer canal de cable local se llamó "Top Channel" (1992) de los hermanos Derpich, cuando la empresa se llamaba Multicable previo a su venta a CTC, luego un tercero, Javier Derpich Valdés subarrendó al municipio de Iquique una frecuencia con lo cual nace RTC Televisión, mismo año estuvo Más TV (1995), canal con programación local producidos por ex profesionales de Canal 12 y ex Top Channel. Posteriormente llegan otros canales como Iquique Televisión.
- Valparaíso: Cable Noticias.
- Rancagua y Rengo: Imagen Regional, TV Diario.
- Los Ángeles: Canal San Andrés.
- Temuco: Canal Local Frecuencia 24.
- Valdivia: ATV Valdivia.
- Puerto Montt, Puerto Varas y Llanquihue: Canales 5 y 24.

En septiembre de 1998, Metrópolis Intercom inició las operaciones de su servicio de televisión Premium en Santiago y la Región de Valparaíso, con 9 canales disponibles.
En junio de 1999, Metrópolis-Intercom implementó el servicio Prime-Time, un servicio que cada canal de películas presentaban películas en horario estelar (a las 22:00).
Al comenzar el año 2000, Metrópolis-Intercom era la única cableoperadora en Chile que ofrecía el desaparecido canal deportivo PSN, mediante los planes "Básico" y "Premium". Este mismo canal presentó diversos partidos de las Eliminatorias del Mundial Corea-Japón 2002 en vivo y en forma exclusiva. 
En mayo de 2000, CristalChile y Liberty Media compran el 40% de Metrópolis-Intercom. Las compañías, han comprado en partes iguales el 40% de la compañía de TV cable, en mano de Telefónica CTC Chile. La transacción implicó un desembolso de US$270.000.
En agosto de 2000 partió su servicio de televisión digital con servicios de Pay Per View (PPV), una guía interactiva de programación y música digital. Además, en noviembre de 2000 comenzó a funcionar su servicio de Internet Banda Ancha.

### Metrópolis (2001-2005)
Para marzo de 2002 se lanzan Fox Sports Premium y Fox Sports Básico.
Para abril de 2003, la cobertura de Metrópolis sigue creciendo y llega a San Felipe, Los Andes, Concepción, Talcahuano, Penco, San Pedro de la Paz y Chiguayante, a través de una red que había sido instalada hace seis años.
Durante sus últimos años, Metrópolis potenció el concepto publicitario de "Full Conexión", que consistía en un plan de servicios que incluían telefonía residencial, televisión por cable, e internet de banda ancha por sus propias redes o por medio de Telefónica CTC Chile.
El término de esta cableoperadora ocurrió a finales de 2004, cuando el TDLC (Tribunal de la Libre Competencia) aceptó la fusión de Metrópolis con su empresa rival, VTR. Metrópolis-Intercom pasó a ser propiedad de VTR Banda Ancha S.A. Dada esta fusión comercial, y debido a la reglamentación antimonopólica existente en Chile, VTR debió traspasar la propiedad de DirecTV Chile a la cadena de televisión digital Sky Chile, mientras que Telefónica CTC Chile creó su propia división de televisión digital, después de 2 años de convenio con la empresa Zap TV Satelital.
Metrópolis finalizó definitivamente sus servicios de telefonía, televisión por cable e internet, el jueves 30 de junio de 2005. Todos los clientes de Metrópolis existentes al momento del cierre de la empresa pasaron a formar parte de VTR.

## Controversias
- En 1993, la señal fue intervenida por un desconocido, que reemplazó la transmisión regular por una película pornográfica protagonizada por la actriz italiana Cicciolina. Aunque el tema fue de interés por varios días, jamás se dio con el responsable de dicho acto.[cita requerida]
- Al ser Ricardo Claro su propietario, quien también era dueño de Megavisión, este exigió que al confeccionar la parrilla de canales de la empresa, su estación estuviese ubicada en una frecuencia que antecediera a la de Canal 13 en vez de estar en un indicador ubicado entre TVN y Chilevisión, modalidad que es como se ubican los canales en frecuencias VHF por aire y como se estila en algunos de los operadores de televisión paga de Chile hoy en día.
- Debido a la vinculación de Ricardo Claro a sectores conservadores católicos de la sociedad chilena, Metrópolis-Intercom realizaba censura permanente a diferentes programas y tapaba las películas, programas o avisos comerciales que tuviesen vinculación con temas sexuales, violentos o publicidad vinculada a bebidas alcohólicas. Esto era notorio en el horario de adultos y en eventos deportivos como la UEFA Champions League que transmite ESPN, cuando se "cortaba" el momento en el que se mostraba la publicidad de la cerveza Amstel o cuando aquel contenido utilizado para reemplazar el que se deseaba censurar, venía en una calidad de audio y sonido diferente, similar a la del formato VHS. Esto hizo que en 1999, abogados del Partido por la Democracia interpusieran una demanda a la empresa, además de que los dueños de canales como HBO y Cinecanal demandaran con quitar los canales de sus grillas[8] si la empresa continuaba con la censura de contenidos.[9] Debido a esto, la empresa fue apodada Cartuchópolis-Censurón en foros de Internet.[cita requerida]
- El canal Etc...TV, tenía la misma política, recortando las series de animación y eliminando las escenas controvertidas. Ello era evidente en las series Sailor Moon, Ranma ½ y de la saga Dragon Ball. Sin embargo, y contradictoriamente, las escenas de estas mismas series transmitidas por Chilevisión e incluso Megavisión (empresa hermana de la cableoperadora) respectivamente no sufrían las mismas alteraciones, posiblemente porque la legislación chilena prohíbe a las empresas cableoperadoras intervenir las señales de libre recepción.
- En enero de 2003, Metrópolis recibió numerosos reclamos por eliminar los canales El Canal de las Estrellas, Telefe Internacional, Infinito, I-Sat y Space.